# Cleo Ridgely
Cleo Ridgely, nata Freda Cleo Helwig (New York, 12 maggio 1893 – Glendale, 18 agosto 1962), è stata un'attrice statunitense che cominciò la sua carriera nel 1911, al tempo del muto. Continuò a fare l'attrice per quarant'anni, anche se negli anni trenta si era ritirata per qualche tempo dalle scene.

## Biografia
Nata a New York da August Helwig e Catherine Emily Sommerkamp, Cleo Ridgely ebbe due sorelle, Christina e Martha. Iniziò la carriera cinematografica nel 1911, in un corto della Lubin Manufacturing Company, compagnia per la quale girò i suoi primissimi film quasi tutti accanto a Jack Standing, prima di passare alla Rex Motion Picture Company. Dopo una breve pausa dal 1912 al 1914, torna al cinema con la Kalem Company, per cui gira una serie di pellicole, molte delle quali dirette da James W. Horne, il suo secondo marito, con cui restò sposata fino alla morte di lui, nel 1942.
In precedenza, l'attrice era stata sposata con Jaudon M. Ridgely, da cui aveva divorziato nel 1916. Buoni cavallerizzi e amanti degli animali, i due - quando erano sposati - avevano attraversato il paese a cavallo. L'abilità di amazzone di Cleo Ridgely venne impiegata spesso sul set, tanto che rischiò anche la vita girando una scena su una diligenza in un film della Famous Players-Lasky Film Company.
Nella sua carriera, l'attrice - che talvolta appare con i nomi di Cleo Ridgeley o di Cleo Ridgley - girò quasi settanta film. Apparve per l'ultima volta nel 1948 in Mamma ti ricordo! di George Stevens in una piccola parte.
Cleo Ridgely morì all'età di 69 anni nella sua casa di Glendale. È stata sepolta al Forest Lawn Memorial Park accanto al marito.

## Filmografia
La filmografia (secondo IMDb) è completa. Quando manca il nome del regista, questo non viene riportato nei titoli
- The Working Girl's Success (1911)
- A Cowboy's Love (1911)
- His Exoneration (1911)
- The Gambler's Influence (1911)
- Git a Hoss! (non confermata) (1911)
- Saints and Sinners (1911)
- The Return (1911)
- The Price of Money (1912)
- Beauty and the Beast (1912)
- The Power of Thought, regia di Lois Weber (1912)
- The Weight of a Feather (1912)
- The Greater Love (1912)
- The Troubadour's Triumph, regia di Lois Weber (1912)
- Faraway Fields, regia di Lois Weber (1912)
- Leaves in the Storm
- Captured by Mexicans, regia di Sidney Olcott (1914)
- The Spoilers, regia di Colin Campbell (1914)
- The Barrier of Ignorance, regia di George Melford - cortometraggio (1914)
- The Quicksands, regia di George Melford - cortometraggio (1914)
- The Rajah's Vow, regia di George Melford - cortometraggio (1914)
- The Bond Eternal, regia di George Melford - cortometraggio (1914)
- The Primitive Instinct, regia di George H. Melford - cortometraggio (1914)
- The Potter and the Clay, regia di George Melford - cortometraggio (1914)
- Micky Flynn's Escapade, regia di G.W. Melford - cortometraggio (1914)
- The Invisible Power, regia di George Melford (1914)
- The Smugglers of Lone Isle, regia di George Melford - cortometraggio (1914)
- The Fatal Opal, regia di George Melford - cortometraggio (1914)
- The Tragedy of Bear Mountain (1915)
- Fanciulla detective (The Girl Detective), regia di James W. Horne (1915)
- The Affair of the Deserted House, regia di James W. Horne (1915)
- The Apartment House Mystery, regia di James W. Horne (1915)
- The Disappearance of Harry Warrington, regia di James W. Horne (1915)
- The Mystery of the Tea Dansant, regia di James W. Horne (1915)
- Old Isaacson's Diamonds, regia di James W. Horne (1915)
- Jared Fairfax's Millions, regia di James W. Horne (1915)
- Following a Clue, regia di James W. Horne (1915)
- The Trap Door, regia di James W. Horne (1915)
- The Diamond Broker, regia di James W. Horne (1915)
- The Writing on the Wall, regia di James W. Horne (1915)
- The Thumb Prints on the Safe, regia di James W. Horne (1915)
- The Voice from the Taxi, regia di James W. Horne (1915)
- Mike Donegal's Escape, regia di James W. Horne (1915)
- The Tattooed Hand, regia di James W. Horne (1915)
- Scotty Weed's Alibi, regia di James W. Horne (1915)
- Stolen Goods, regia di George Melford (1915)
- The Fighting Hope, regia di George Melford (1915)
- The Puppet Crown, regia di George Melford (1915)
- The Secret Orchard, regia di Frank Reicher (1915)
- The Marriage of Kitty, regia di George Melford (1915)
- The Chorus Lady, regia di Frank Reicher (1915)
- The Golden Chance, regia di Cecil B. DeMille (1915)
- The Love Mask, regia di Frank Reicher (1916)
- The Selfish Woman, regia di E. Mason Hopper (1916)
- The House with the Golden Windows, regia di George Melford (1916)
- The Victory of Conscience, regia di Frank Reicher (1916)
- The Yellow Pawn, regia di George Melford (1916)
- Gentlemen (The Victoria Cross), regia di Edward LeSaint (1916)
- Giovanna d'Arco (Joan the Woman), regia di Cecil B. DeMille (1916)
- Occasionally Yours, regia di James W. Horne (1920)
- The Law and the Woman, regia di Penrhyn Stanlaws (1922)
- Sleepwalker, regia di Edward J. Le Saint (Edward LeSaint) (1922)
- The Forgotten Law, regia di James W. Horne (1922)
- The Beautiful and Damned, regia di William A. Seiter o Sidney Franklin (1922)
- Dangerous Pastime, regia di James W. Horne (1922)
- Una magnifica avventura (A Damsel in Distress), regia di George Stevens (1937)
- Juvenile Court, regia di D. Ross Lederman (1938)
- Born to Sing, regia di Edward Ludwig (1942)
- Mamma ti ricordo! (I Remember Mama), regia di George Stevens (1948)